# 7 raons per fugir
7 raons per fugir és una pel·lícula catalana de comèdia negra estrenada l'abril del 2019. Dirigida per Esteve Soler, Gerard Quinto i David Torras, explica set històries independents sobre visions surrealistes d'una societat disfuncional.

## Argument
Un matrimoni que intenta "avortar" el seu fill adult. Una parella a la qual se li presenta el tercer món a casa. Una escala de veïns que no recorden que va després del sis. Un agent immobiliari que intenta vendre un pis amb possibilitats, però amb l'antic inquilí penjant del llum. Un matrimoni de bé amb 700 esclaus treballant sota terra. Un home atropellat i una dona que creu que no val la pena trucar a l'ambulància. Una parella a punt de donar-se el "sí, vull", fins que la mort els separi.

## Repartiment
El repartiment del film està format per Emma Suárez, Jordi Sánchez, Sergi López, Àlex Brendemühl, Aina Clotet, David Verdaguer, Vicky Peña, Alain Hernández, Lola Dueñas, Francesc Orella, Pepe Viyuela, Manuel Solo, Ramon Fontserè, Àgata Roca, Núria Gago, Borja Espinosa, Pol López, Rosa Cadafalch i Albert Ribalta.

## Premis
| 2020 | XII Premis Gaudí | Premi del públic                      | 7 raons per fugir             | Guanyador |
| 2020 | XII Premis Gaudí | Millor pel·lícula en llengua catalana | 7 raons per fugir             | Nominat   |
| 2020 | XII Premis Gaudí | Millor direcció de producció          | Aritz Cirbián i Albert Molins | Nominat   |
| 2020 | XII Premis Gaudí | Millor actriu secundària              | Aina Clotet                   | Nominat   |